# علیگر

جایگاه بخش علیگر در استان اوتار پرادش هندوستان

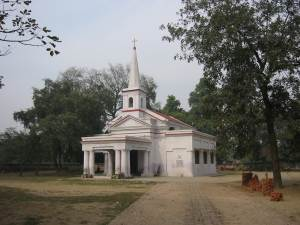
کلیسای علیگر

علیگر (به هندی: अलीगढ़، به اردو: علی‌گڑه) نام شهری‌است در بخش علیگر ایالت اوتار پرادش در شمال هندوستان.
علیگر با ۱۷۸ متر ارتفاع از سطح دریا در ۱۴۰ کیلومتری جنوب خاوری دهلی نو قرار دارد و مرکز اداری بخش علیگر هم هست. این شهر در سرشماری سال ۲۰۰۱ میلادی ۶۶۷٬۷۳۲ تن جمعیت داشته‌است. دانشگاه اسلامی علیگر در این شهر نامی است و به دلیل مراکز آموزشی بلندآوازه این شهر را «مکهٔ آموزش» خوانده‌اند.

## نام
هرچند عده‌ای ازجمله علی‌اصغر حکمت در کتاب خود به‌نام سرزمین هند که در دوران سفارتش در هند نوشته اسم علیگر را به پیروی از سبک نگارش اردو به شکل «علیگره» نوشته‌اند، اما این «ه‍» در اردو و همچنین حرف «h» در انتهای نگارش انگلیسی تلفظ نمی‌شود و مردم هند آن را «علیگر» می‌نامند. مانند چندیگر (Chandigarh) از دیگر شهرهای مهم هند که «h» آخر آن غیرملفوظ است. ظاهراً علیگر مرکب از دو کلمه «علی» و «گر» (Ali+garh) می‌باشد که «گر» به معنی شهر و «علی» نیز نام امام اول شیعیان است به معنی «شهر علی» مانند نام شهر چندیگر که مرکب از دو کلمه چندی + گر (Chandi + garh) که در زبان هندی «چندی» به معنی زیبا «گر» به معنی شهر است یعنی «شهر زیبا».

## زبان
بیشتر مردمان علیگر به زبان‌های هندی، اردو و انگلیسی سخن می‌گویند. گویش هندوستانی زبان هندی در میان مردم بیشتر رواج دارد و گویش هندی نیز بیشتر کاربرد اداری دارد. زبان براج هم- که به هندی بسیار نزدیک است- گویشورانی دارد.

## تاریخچه
تا پیش از سده ۱۸ علیگر و گرداگردش را کول می‌خواندند. تا پیش رسیدن اسلام بدین منطقه این شهر پایگاهی برای بودائیان بود و کیش هندو هم در آنجا پیروانی داشت. در آغاز سده ۱۲ میلادی قطب‌الدین ایبک علیگر را گشود و برای نخستین بار مسلمانان بر این شهر چیره گشتند و آیین اسلام در میان بخشی از مردمان این شهر رواج یافت.
ابن بطوطه که از این شهر دیدار کرده‌است شرح داده که گرداگرد آن شهر نیکو را درختان انبه فراگرفته بود از این رو آنجا را سبزستان هم می‌نامیدند. در دورهٔ گورکانیان هند هم این شهر مورد توجه شاهان مغولی هند بود.
نام علیگر را میرزا نجف خان فرمانروای شیعه در سدهٔ هجدهم بر این شهر نهاد.

## دانشگاه اسلامی علیگر

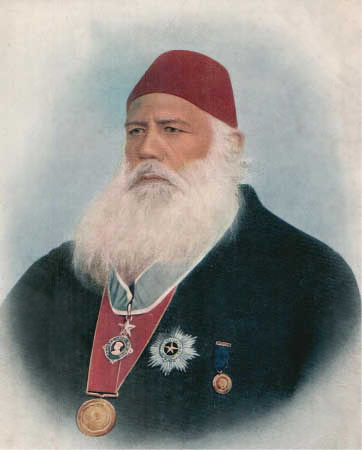
سِر سید احمد خان (۱۸۹۷– ۱۸۱۷) بنیان‌گذار دانشگاه اسلامی علیگر

در سال ۱۸۷۵ سِر سید احمد خان (۱۸۹۷– ۱۸۱۷)، کالج شرقی انگلیسی محمدیان (Muhammadan Anglo Oriental College) را در علیگر تأسیس کرد. او در این کالج از دانشگاه‌های آکسفورد و کمبریج که در سفر به انگلستان از آن‌ها دیدن کرده بود الگوبرداری کرد. این کالج در سال ۱۹۲۰ به دانشگاه اسلامی علیگر (Aligarh Muslim University) تغییر نام و ارتقاء یافت.
گفته می‌شود مدرنیته با نهضت علیگر وارد هند شد. در کتابخانه بزرگ این دانشگاه فقط ۱۷ هزار جلد کتاب فارسی که اغلب اهدایی مسئولین ایرانی بوده‌است وجود دارد. پس از انقلاب اسلامی ایران مهندس میرحسین موسوی نخست‌وزیر وقت و پس از ایشان غلامعلی حداد عادل رئیس وقت مجلس شورای اسلامی از این دانشگاه دیدن کرده و دفتر یادبود آن را امضاء کرده‌اند.

دروازه ورودی دانشگاه اسلامی علیگر از سمت خیابان سر سید احمد در شب

دانشگاه علیگر بیش از ۴۰ هزار دانشجو دارد که از سراسر هند و همچنین کشورهای خارجی به‌ویژه از آفریقا و آسیای غربی و شرقی و ایران می‌باشند. این دانشگاه دوازده دانشکده و شش مرکز پژوهشی دارد که هر کدام از این دانشکده‌ها چندین دپارتمان در رشته‌های مختلف دارند. تقریباً تمام رشته‌های تحصیلی شامل پزشکی، مهندسی، علوم پایه، علوم انسانی، هنرهای زیبا، الهیات، حقوق، فلسفه، ادبیات و کشاورزی از لیسانس تا دکتری در این دانشگاه تدریس می‌شود.

## کتابخانه مولانا آزاد
در سال ۱۹۶۰ کتابخانه مولانا آزاد در داخل دانشگاه اسلامی علیگر افتتاح شد و اکنون با بیش از ۹۰۰ هزار کتاب، روزانه به ۵۰۰۰ نفر از دانشجویان و اساتید خدمات ارائه می‌کند. در این کتابخانه بزرگ فقط ۱۷ هزار جلد کتاب به‌زبان فارسی وجود دارد که اغلب اهدایی مسئولان ایرانی بوده‌است. همچنین در این کتابخانه آثار نفیس خطی فارسی نگهداری می‌شود.

## آب و هوا
فصول سال در علیگر مانند اغلب نقاط هند به سه فصل قابل تقسیم است.
۱- آب و هوای گرم و خشک که در تابستان گاهی تا حدود ۴۹ درجه سانتیگراد نیز بالا رفته‌است؛ که در آوریل شروع شده و در ماه مه به اوج می‌رسد و درجه حرارت معمولاً بین ۲۸ تا ۳۳ درجه سانتی‌گراد است.
۲- فصل باران که بین تابستان گرم و زمستان سرد است و تقریباً از اواخر ژوئن تا اوایل اکتبر است. حدود ۸۰۰ میلی‌متر باران سالانه در خلال این سه ماه می‌بارد.
۳- آب و هوای سرد و خشک که در زمستان بین ۱۲ تا ۱۶ درجه سانتیگراد است و در سپتامبر آغاز و تا اوایل فوریه ادمه می‌یابد. زمستان در علیگر معتدل است و گاهی مه پدیدار می‌شود.
می‌توان گفت علیگر در خلال ماه‌های فوریه و مارچ (از اواسط بهمن ماه تا اوایل فروردین) و همچنین در نوامبر رطوبت ملایم و هوایی مناسب دارد.

## مراکز تفریحی
قلعه علیگر (Aligarh qila) در سال ۱۱۹۴، در زمان ابراهیم لودی و محمد، پسر فرماندار کول ساخته شده‌است. دژ نظامی که باقی‌مانده قلعه قدیمی ساخته شده در سال است ۱۵۲۴ است. در این محل قبلاً معبد بودایی و معابد هندو قرار داشته و پس از قرن هجدهم این مکان به عنوان مسجد مورد استفاده قرار گرفته‌است.
از مراکز تفریحی این شهر وجود چند سینما و چند پارک می‌باشد که از جمله «نقوی پارک» در نزدیکی دانشگاه اسلامی علیگر، از پارک‌های جنگلی زیباست که طاووسهایی در آنجا وجود دارد. در داخل این پارک کلیسایی به‌نام Christ Church وجود دارد که در سال ۱۸۳۵ میلادی در آنجا تأسیس شده و دیدنی است. پارک دیگری در محل منزل و آرامگاه مرحوم «سر سید احمدخان» مؤسس دانشگاه اسلامی علیگر در داخل پردیس دانشگاه وجود دارد. علاوه بر این محوطه بزرگ دانشگاه نیز زیبا و دیدنی است.